# Siemionowka (rejon diemidowski)
Siemionowka (ros. Семёновка) – wieś (ros. деревня, trb. dieriewnia) w zachodniej Rosji, w osiedlu wiejskim Titowszczinskoje rejonu diemidowskiego w obwodzie smoleńskim.

## Geografia
Miejscowość położona jest nad Kasplą, 1 km od drogi regionalnej 66N-0505 (Diemidow – Chołm), 6 km od centrum administracyjnego osiedla wiejskiego (Titowszczina), 5,5 km od centrum administracyjnego rejonu (Diemidow), 58,5 km od stolicy obwodu (Smoleńsk), 37 km od granicy z Białorusią.

## Demografia
W 2010 r. miejscowość zamieszkiwała 1 osoba.

## Historia
W czasie II wojny światowej od lipca 1941 roku wieś była okupowana przez hitlerowców. Wyzwolenie nastąpiło we wrześniu 1943 roku.